# 23066 Yihedong
23066 Yihedong è un asteroide della fascia principale. Scoperto nel 1999, presenta un'orbita caratterizzata da un semiasse maggiore pari a 2,8282690 UA e da un'eccentricità di 0,0625889, inclinata di 2,31017° rispetto all'eclittica.